# Srebrna Góra (stacja kolejowa)
Srebrna Góra – nieczynna stacja kolejowa w Srebrnej Górze, w województwie dolnośląskim, w Polsce. Obecnie nie ma na niej peronów.